# Сооалусте, Томас Иоханнесович
Томас Иоханнесович Сооалусте — советский хозяйственный, государственный и политический деятель, Герой Социалистического Труда.

## Биография
Родился в 1933 году в деревне Сооалусте волости Кехтна. Член КПСС с 1959 года.
С 1952 года — на хозяйственной, общественной и политической работе. В 1952—1979 гг. — военнослужащий Советской Армии, директор плодового питомника, директор совхоза-техникума имени Ю. А. Гагарина Вильяндиского района Эстонской ССР.
Указом Президиума Верховного Совета СССР от 12 декабря 1973 присвоено звание Героя Социалистического Труда с вручением ордена Ленина и золотой медали «Серп и Молот».
Избирался депутатом Верховного Совета СССР 9-го созыва.
Умер в Вильянди в 1977 году.